# Triatlon op de Olympische Zomerspelen 2016
Triatlon is een van de sporten die beoefend werd tijdens de Olympische Zomerspelen 2016 in Rio de Janeiro. De wedstrijden vonden plaats op 18 en 20 augustus 2016 met start en finish bij het Forte de Copacabana.
Een olympische triatlon bestaat uit 1,5 kilometer zwemmen, 40 kilometer fietsen en 10 kilometer lopen. Zowel bij de mannen als bij de vrouwen gingen 55 deelnemers van start.

## Programma
| Onderdeel | Datum       | Tijd (UTC−3) |
| --------- | ----------- | ------------ |
| Mannen    | 18 augustus | 11:00        |
| Vrouwen   | 20 augustus | 11:00        |

## Kwalificatie
De kwalificatieperiode liep van 20 mei 2014 tot en met 15 mei 2016. De acht beste landen op de wereldranglijst konden maximaal drie atleten afvaardigen, de andere landen maximaal twee. Op diverse wedstrijden konden startplaatsen worden gewonnen en er was een olympische kwalificatieranglijst die rekening hield met prestaties tussen mei 2014 en mei 2016. Gastland Brazilië had automatisch recht op één deelnemer bij de mannen en één bij de vrouwen. Er werden ook twee wildcards uitgedeeld door de Olympische tripartitecommissie.

### Mannen
| Toernooi                             | Datum           | Locatie        | Plaatsen | Gekwalificeerd                                |
| ------------------------------------ | --------------- | -------------- | -------- | --------------------------------------------- |
| Gastland                             | -               | -              | 1        | Vlag van Brazilië                             |
| Europese Spelen 2015                 | 14 juni 2015    | Bakoe          | 1        | Gordon Benson                                 |
| Aziatische kampioenschappen 2016     | 1 mei 2016      | Hatsukaichi    | 1        |                                               |
| Pan-Amerikaanse Spelen 2015          | 12 juli 2015    | Toronto        | 1        | Crisanto Grajales                             |
| Oceanische kampioenschappen 2016     | 20 maart 2016   | Gisborne       | 1        | Marcel Walkington                             |
| Mondiaal kwalificatietoernooi        | 2 augustus 2015 | Rio de Janeiro | 3        | Javier Gómez Noya Vincent Luis Richard Murray |
| ITU Olympische kwalificatieranglijst | 15 mei 2016     | -              | 40       |                                               |
| ITU ranglijst                        | 15 mei 2016     | -              | 5        |                                               |
| Olympische tripartitecommissie       | -               | -              | 2        |                                               |
| Totaal                               |                 |                | 55       |                                               |

### Vrouwen
| Toernooi                             | Datum           | Locatie        | Plaatsen | Gekwalificeerd                            |
| ------------------------------------ | --------------- | -------------- | -------- | ----------------------------------------- |
| Gastland                             | -               | -              | 1        | Vlag van Brazilië                         |
| Europese Spelen 2015                 | 14 juni 2015    | Bakoe          | 1        | Nicola Spirig                             |
| Aziatische kampioenschappen 2016     | 1 mei 2016      | Hatsukaichi    | 1        |                                           |
| Pan-Amerikaanse Spelen 2015          | 12 juli 2015    | Toronto        | 1        | Bárbara Riveros                           |
| Oceanische kampioenschappen 2016     | 20 maart 2016   | Gisborne       | 1        | Emma Moffatt                              |
| Mondiaal kwalificatietoernooi        | 2 augustus 2015 | Rio de Janeiro | 3        | Gwen Jorgensen Non Stanford Vicky Holland |
| ITU Olympische kwalificatieranglijst | 15 mei 2016     | -              | 40       |                                           |
| ITU ranglijst                        | 15 mei 2016     | -              | 5        |                                           |
| Olympische tripartitecommissie       | -               | -              | 2        |                                           |
| Totaal                               |                 |                | 55       |                                           |

## Medailles
| Onderdeel | Goud | Goud              | Zilver | Zilver            | Brons | Brons          |
| --------- | ---- | ----------------- | ------ | ----------------- | ----- | -------------- |
| Mannen    | GBR  | Alistair Brownlee | GBR    | Jonathan Brownlee | RSA   | Henri Schoeman |
| Vrouwen   | USA  | Gwen Jorgensen    | SUI    | Nicola Spirig-Hug | GBR   | Vicky Holland  |

### Medaillespiegel
| Plaats | Land             | NOC    | Goud | Zilver | Brons | Totaal |
| ------ | ---------------- | ------ | ---- | ------ | ----- | ------ |
| 1      | Groot-Brittannië | GBR    | 1    | 1      | 1     | 3      |
| 2      | Verenigde Staten | USA    | 1    | 0      | 0     | 1      |
| 3      | Zwitserland      | SUI    | 0    | 1      | 0     | 1      |
| 4      | Zuid-Afrika      | RSA    | 0    | 0      | 1     | 1      |
| Totaal | Totaal           | Totaal | 2    | 2      | 2     | 6      |